# Selbstorganisation (Betriebswirtschaft)
Selbstorganisation liegt in der Betriebswirtschaftslehre und Organisationslehre vor, wenn in einem Unternehmen oder einer sonstigen Personenvereinigung einzelne Tätigkeiten, Arbeitsvorgänge oder Geschäftsprozesse vom Personal ohne äußere Einflüsse unter Beachtung der Unternehmensziele durchgeführt werden. Pendant ist die Fremdorganisation. Äußere Einflüsse sind Anweisungen und Weisungen wie Arbeitsanweisungen und Dienstanweisungen, die als Organisationsmittel vorgegeben sind und zur Fremdorganisation gehören. Werden Maßnahmen wie Entbürokratisierung, Dezentralisation, Teambildung oder Projektorganisation von Mitarbeitern empfohlen und praktiziert, liegt Selbstorganisation vor. Diese Definition stammt aus dem Geleitwort von Franz Xaver Bea zu einer 1998 als Buch erschienenen Habilitationsschrift aus 1997.
Zu unterscheiden sind zunächst Selbstverwaltung und Selbstorganisation, denn letztere bezeichnet eher den Beginn, Selbstverwaltung eher die Weiterführung einer in Angriff genommenen Aktivität. Der systematische Grund für Selbstorganisation ist, dass es außerhalb eines entstehenden Ordnungszusammenhangs keine überlegene Information hinsichtlich der Ordnungsmöglichkeiten und Ordnungsbedarfe gibt. In diesem Falle wäre Teleologie der Gegensatz.

## Begriffsgeschichte
Der Begriff der Selbstorganisation (englisch self organizing) wurde im Jahre 1947 von W. Ross Ashby eingeführt, hatte jedoch zunächst eine psychologische Konnotation. Nach einigen Publikationen in der frühen Informationstechnik etablierte sich die organisatorische Variante 1954 durch Wesley A. Clark und Belmont G Farley. Sie erkannten, dass sich Operatoren, die in einer geschlossenen Beziehung stehen, irgendwie stabilisieren. Selbstorganisation ist das spontane Auftreten neuer, stabiler erscheinender Strukturen und Verhaltensweisen in Systemen. Ein selbst-organisiertes System verändert seine Struktur auf Grundlage seiner Erfahrung und seiner Umwelt. Sie beruht auf der Auffassung, dass Ordnung entweder von selbst (autogen) oder selbst bestimmt (autonom) entsteht. Da auch Unternehmen als System verstanden werden können, ändern auch diese ihre Struktur auf Grundlage der Erfahrung und ihrer Umwelt.

## Abgrenzung zur Fremdorganisation
Eine Abgrenzung zur Selbstorganisation wird ermöglicht, wenn man zwischen den Organisatoren und den von Organisation betroffenen Mitarbeitern unterscheidet.
- Sind beide identisch, liegt originäre Selbstorganisation vor.
- Sind nicht alle Betroffenen auch Beteiligte (Betroffene nehmen auch Organisationsaufgaben wahr) und werden diese Beteiligten von den Betroffenen frei gewählt, liegt ebenfalls originäre Selbstorganisation vor. Werden dagegen die Beteiligten von den unmittelbar betroffenen Personen nicht frei gewählt, so handelt es sich um eingeschränkte Selbstorganisation.
- Wenn die Betroffenen die Mehrheit der Beteiligten darstellen, handelt es sich um originäre Fremdorganisation.
- Wenn keiner der Betroffenen zu den Beteiligten gehört, handelt es sich um Fremdorganisation.

Die Fälle zwei und drei können auch in kombinierter Form auftreten.

## Evolutionäres Management
Im Rahmen des Evolutionären Managements werden der Fremd- und der Selbstorganisation unterschiedliche Bedeutungen beigemessen. Der Ansatz der Universität St. Gallen geht von einer Überlegenheit der Selbstorganisation aus und leitet daraus eine Reduzierung der Fremdorganisation ab. Im Münchner Ansatz werden beide Begriffe als komplementär angesehen.

## Betriebliche Funktion
Wird ein Unternehmen funktional von „innen“ heraus etwa durch eine eigene Organisationsabteilung organisiert, liegt Selbstorganisation vor. Das gilt auch, wenn Mitarbeiter etwa im Rahmen des betrieblichen Vorschlagswesens organisatorische Schwachstellen erkennen und durch eigene Vorschläge im Arbeitsablauf beseitigen wollen. Jedes organisatorische Handeln gilt als strukturbildend, so dass jede Ordnung auch das Resultat von Selbstorganisation darstellt.
Die Selbstorganisation ist eine mögliche, die Entwicklung der Produktqualität/Dienstleistungsqualität betreffende, notwendige Konsequenz der Partizipation aus Sicht der Mitarbeiter.
Mit ihr einhergehen können Selbst- und Zeitmanagement.
Selbstorganisation im Sinne von Selbstregulation, Selbststeuerung, Selbstmanagement und ähnliches baut darauf, dass alle Organisationsmitglieder Wissen und Kompetenz genug besitzen, um in begrenzten und überschaubaren Subsystemen verhaltensregulierende Ordnung selbst-bestimmt (autonom) zu schaffen.
Es kann zwischen autonomer und autogener Selbstorganisation unterschieden werden:
- Autonome Selbstorganisation liegt dann vor, wenn Ordnung im Unternehmen selbstbestimmt entsteht. Ordnung wird dabei als Ergebnis absichtlicher und geplanter Gestaltungshandlungen betrachtet. Voraussetzung ist, dass die Mitglieder oder Gruppen genügend Handlungsspielraum erhalten, um selbst an der sie betreffender Ordnung mitwirken zu können.
- Autogene Selbstorganisation bedeutet, dass Ordnung aufgrund der Eigendynamik komplexer dynamischer Systeme von selbst entsteht. Der autogenen Selbstorganisation liegt demnach kein bewusster Gestaltungsakt zugrunde.

## Märkte
Paul Krugman untersuchte 1996 die Selbstorganisation der Märkte wie beispielsweise auf dem Gütermarkt. Er beschrieb die Marktmechanismen der Preisbildung als zentrales Momentum der Selbstorganisation und versuchte, mit Hilfe eines nicht-linearen Modells die Konjunkturschwankungen zu erklären. Durch eine Interaktion von Determinismus und Stochastik können bei Ungleichgewichten Ordnungen auftreten, die eine neue stabile Marktstruktur schaffen.

## Individuelle Selbstorganisation
Auch das Individuum kann sich am Arbeitsplatz und in der Freizeit (bei Haus- und Familienarbeit, Hobby, Freizeitsport) selbst organisieren (persönliche Selbstorganisation; siehe auch: Selbstorganisation in Schule und Unterricht), wodurch auch die Fremdbestimmung verringert werden kann. Am Arbeitsplatz können nicht alle Details durch Arbeitsplanung, Arbeitsstudium und Arbeitswissenschaft geregelt werden, so dass Freiräume für Selbstorganisation bestehen. Typisches Anwendungsgebiet in der Freizeit ist die selbstorganisierte Reise als Gegenstück zur fremdorganisierten Pauschalreise. Bei ersterer ist der Grad der Autonomie besonders hoch. Allgemein ist erforderlich, dass Aufgaben, Eigenentscheidungen, Fahrzeiten, Job-Stopper, Tagesordnungen, Termine, etwaige Verspätungen (auch Dritter), Zeitfenster oder Zeitpuffer erkannt, gemessen und sinnvoll innerhalb der Arbeitszeit oder Freizeit durch Terminplanung frühzeitig berücksichtigt werden.

## Organisatorische Aspekte
Selbstorganisation kann helfen, drei Probleme zu lösen:
- Mengenprobleme: Nicht alle betrieblichen Sachverhalte und Handlungsbedingungen lassen sich durch organisatorische Regelungen erfassen.
- Artenprobleme: Die Komplexität und Vielgestaltigkeit der auf allen Hierarchieebenen zu koordinierenden Sachverhalte und Handlungsbedingungen beschäftigen den Organisator und Manager.
- Zugangsprobleme: Auch eine optimale Fremdorganisation kann am Eigensinn oder der Verweigerungshaltung der Mitarbeiter scheitern.

Darüber hinaus führt Fremdorganisation zur Frustration der Arbeitspersonen wegen mangelnder oder fehlender Autonomie, Selbstverantwortung und Gestaltungsspielraums.

### Vor- und Nachteile in Unternehmen

#### Positive Effekte der Selbstorganisation
Arbeitsmotivation
Eine verstärkte Selbstorganisation wirkt sich positiv auf die Motivation aus, da dabei den eigenen Interessen mehr Bedeutung zukommt. Die Arbeit selbst wird bedeutungsvoller und sinnvoller erlebt, weil die Aufgaben ganzheitlicher und abwechslungsreicher sind und die Potenziale der Mitarbeiter besser entfaltet werden.
Flexibilität
Die Anpassungsfähigkeit an unterschiedliche Bedingungen gewinnt immer mehr an Bedeutung. Eine Erweiterung des Selbstbestimmungspotenzials kann die Erkenntnis von Anpassungsbedarf verbessern, da die Mitarbeiter mehr Übersicht haben und den Bezug zur Umwelt stärker aufrechterhalten.
Lenkbarkeit
Je komplexer ein Unternehmen ist, desto mehr wünscht sich der Manager, dass die Mitarbeiter, die kooperieren sollen, von ihren Fähigkeiten Gebrauch machen, und sich nach bestem Wissen und Gewissen selbst lenken und organisieren.
Ressourcenschonung
In Eigenverantwortung und Selbstorganisation genutzte Ressourcen werden schonender belastet, als wenn diese scheinbar unbeschränkt bereitgestellt werden.
Zeitaufwand und Kosten
Das Motto „Zeit ist Geld“ kommt der Selbstorganisation zugute, weil eine schnellere und reibungslosere und daher kostengünstigere Anpassung an veränderte Umstände möglich ist.
Sanktionen
Die Gruppe kann in Selbstorganisation für den Fall von Verstößen gegen Regeln eigene Sanktionen definieren und durchsetzen, ohne dass die Führung beteiligt wird. Dazu gehört beispielsweise der Ausschluss von der Option der eigenen Entscheidung. Sanktionen sind nach Elinor Ostrom Voraussetzung, um eine unerwünschte Vorteilsnahme wirksam zu quittieren.

#### Negative Effekte der Selbstorganisation
Vorteilsnahme
Es ist durchaus vorstellbar, dass Mitarbeiter mit starker Freizeitorientierung lieber ein vorgeschriebenes Pensum erledigen, um sich so wenig wie möglich mit dem „notwendigen Übel“ Arbeit auseinandersetzen zu müssen (Arbeitsleid). Sobald solche Einstellung gegen die Prinzipien der von Elinor Ostrom beschriebenen gleichberechtigten und gleichverteilten Zugriffe auf Ressourcen (Trittbrettfahrerproblem) verstößt, sinkt die Effizienz der Gruppe.
Überforderung
Die ungewohnte Freiheit löst bei ungeübten Teilnehmern zu Beginn Angst und Überforderungsgefühle aus. Sobald solche Ängste zu Blockaden führen, versagt die Selbstorganisation.
Konflikte
Das Konfliktpotential ist grundsätzlich höher, soweit Verteilungs- und Kompetenzregelungen fehlen. Solche Regeln müssen ebenfalls selbst ausgehandelt werden.
Eskalation
Wenn die Selbstorganisation versagt, muss eine Regel der Eskalation greifen, damit die Gruppe einen Ausweg mit Hilfe einer weiteren Instanz finden kann.
Hohe Anforderung an die Führung
Durch die Selbstorganisation kann es zu einer Abänderung der offiziellen Regeln und autogen entstehenden Regeln kommen, welche die Unsicherheit über die tatsächliche geltende Ordnung erhöhen; dies führt zu einem Dilemma bei Führungskräften.
Zeitaufwand und Kosten
Strukturänderungen, welche auch noch konfliktgeladen sind, erfordern Zeit. Daher kann die Lösungs- und Entscheidungsfindung in selbst organisierten Systemen länger dauern als bei klaren Vorgaben von oben, wenn sie eine Strukturänderung erfordern.

### Ziele
Mit der Anwendung von Selbstorganisation als Paradigma für die Organisation eines Unternehmens werden häufig die folgenden Unternehmensziele verfolgt:
- besserer Kundenorientierung,
- gesteigerter Servicequalität,
- höherer Geschwindigkeit in der Reaktion auf Anforderungen,
- minderer Friktionen zwischen hierarchischen Ebenen,
- reduzierter Kommunikationskosten durch Entfall von Zentralinstanzen,
- gesteigerter Robustheit durch schnellere Reaktion auf Störungen,
- verbesserter Stabilität durch Einsatz lokaler Kompetenzen.

## Abgrenzung
Zwischen Selbstorganisation und Fremdorganisation besteht eine komplementäre, korrigierende oder störende Beziehung. Selbstorganisation wird in der Praxis häufig mit Selbstmanagement oder Selbststeuerung gleichgesetzt, doch wird für Selbstorganisation keine besonders hohe Anstrengung benötigt. 
Auch Naturphänomene wie das Schwarmverhalten von Tieren oder die Bildung von Kristallen sind eine Form der Selbstorganisation.